# Hengjin Shuiku
Hengjin Shuiku (kinesiska: 横锦水库) är en reservoar i Kina. Den ligger i provinsen Zhejiang, i den östra delen av landet, omkring 120 kilometer söder om provinshuvudstaden Hangzhou. Hengjin Shuiku ligger 155 meter över havet. Arean är 4,9 kvadratkilometer. I omgivningarna runt Hengjin Shuiku växer i huvudsak blandskog. Den sträcker sig 4,6 kilometer i nord-sydlig riktning, och 4,2 kilometer i öst-västlig riktning.
Genomsnittlig årsnederbörd är 2 209 millimeter. Den regnigaste månaden är juni, med i genomsnitt 377 mm nederbörd, och den torraste är januari, med 70 mm nederbörd.